# Raiffeisen Superliga 2015/16
Die Raiffeisen Superliga 2015/16 war die 70. Saison der höchsten kosovarischen Spielklasse im Männerfußball. Sie begann am 22. August 2015 und endete im Juni 2016.
Titelverteidiger war der KF Feronikeli.

## Mannschaften
| Verein             | Stadt              | Stadion                     | Kapazität |
| ------------------ | ------------------ | --------------------------- | --------- |
| KF Besa            | Peć                | Stadiumi Shahin Haxhiislami | 08.500    |
| KF Drenica         | Skënderaj          | Stadiumi Bajram Aliu        | 03.000    |
| KF Drita           | Gjilan             | Stadiumi i qytetit          | 15.000    |
| KF Feronikeli      | Gllogoc            | Stadiumi i Futbollit        | 02.000    |
| KF Gjilani         | Gjilani            | Stadiumi i qytetit          | 10.000    |
| KF Hajvalia        | Hajvalia           | Stadiumi i Hajvalis         | 01.000    |
| KF Istogu          | Istog              | Stadiumi Demush Mavraj      | 06.000    |
| KF Kosova Vushtrri | Vushtrria          | Stadiumi Ferki Aliu         | 05.000    |
| KF Liria           | Prizren            | Stadiumi Përparim Thaçi     | 15.000    |
| KF Llapi           | Podujeva           | Stadiumi i qvtetit          | 02.000    |
| FC Prishtina       | Priština           | Priština-Stadion            | 16.200    |
| KF Trepça’89       | Kosovska Mitrovica | Stadiumi Riza Lushta        | 07.000    |

## Abschlusstabelle
| Pl. | Verein               | Sp. | S  | U | N  | Tore    | Diff. | Punkte |
| --- | -------------------- | --- | -- | - | -- | ------- | ----- | ------ |
| 1.  | KF Feronikeli (M, P) | 33  | 21 | 6 | 6  | 053:270 | +26   | 69     |
| 2.  | KF Hajvalia          | 33  | 17 | 8 | 8  | 044:260 | +18   | 59     |
| 3.  | KF Trepça’89         | 33  | 16 | 8 | 9  | 053:300 | +23   | 56     |
| 4.  | KF Besa              | 33  | 16 | 5 | 12 | 037:270 | +10   | 53     |
| 5.  | KF Gjilani (N)       | 33  | 14 | 7 | 12 | 029:270 | +2    | 49     |
| 6.  | KF Llapi (N)         | 33  | 12 | 8 | 13 | 044:440 | ±0    | 44     |
| 7.  | KF Liria (N)         | 33  | 12 | 8 | 13 | 035:450 | −10   | 44     |
| 8.  | FC Prishtina         | 33  | 12 | 7 | 14 | 029:340 | −5    | 43     |
| 9.  | KF Drenica           | 33  | 12 | 4 | 17 | 038:480 | −10   | 40     |
| 10. | KF Drita             | 33  | 9  | 9 | 15 | 033:430 | −10   | 36     |
| 11. | KF Istogu            | 33  | 10 | 4 | 19 | 024:400 | −16   | 34     |
| 12. | KF Kosova Vushtrri   | 33  | 6  | 8 | 19 | 024:520 | −28   | 26     |

Platzierungskriterien: 1. Punkte – 2. Tordifferenz – 3. geschossene Tore

| (M) | amtierender kosovarischer Meister     |
| (P) | amtierender kosovarischer Pokalsieger |
| (N) | Neuaufsteiger der letzten Saison      |

## Relegation
| Datum  |            | Ergebnis              |               |
| ------ | ---------- | --------------------- | ------------- |
| 01.06. | KF Drenica | 2:1                   | KF Dukagjini  |
| 02.06. | KF Drita   | 1:1 n. V. (4:2 i. E.) | KF Flamurtari |